# Jack Dupon
Jack Dupon ist eine französische AvantProg-Band, die im Jahr 2004 gegründet wurde.

## Bandgeschichte
Das Debütalbum wurde 2006 in Eigenregie aufgenommen, mit dem Material konnten Jack Dupon 2007 den BilboRock-Bandwettbewerb in Bilbao gewinnen. Anschließend wurde das Plattenlabel Musea auf die Band aufmerksam und nahm sie unter Vertrag. Zur Promotion des zweiten Albums tourten Jack Dupon in Frankreich und spielten auf einigen Festivals. In den folgenden Jahren wurden zwei weitere Studioalben und ein Livealbum veröffentlicht. Die Band trat auch in den Vereinigten Staaten und weiten Teilen Europas auf, außerdem spielte sie auf dem Rock in Opposition 2011 und der Zappanale 2012.

## Stil
Jack Dupon sehen ihren experimentellen Stil in der Tradition der Rock-in-Opposition-Bewegung und bewegen sich zwischen Progressive Rock, Zeuhl, Punk und Noise.

## Diskografie
- 2006: L’Africain Disparu
- 2008: L’Échelle du Désir
- 2011: Démon Hardi
- 2012: Bascule à Vif (Live)
- 2013: Jésus l’Aventurier
- 2014: Tête de Chien (Live)
- 2014: Les Ronfleurs Dorment (DVD)
- 2016: Empty Full Circulation